# Polyrhachis venus
Polyrhachis venus är en myrart som beskrevs av Auguste-Henri Forel 1893. Polyrhachis venus ingår i släktet Polyrhachis och familjen myror. Inga underarter finns listade i Catalogue of Life.